# Art interactiu

El Túnel sota l'Atlàntic (1995), Maurice Benayoun, Realitat Virtual Instal·lació Interactiva: un enllaç entre Paris i Montreal

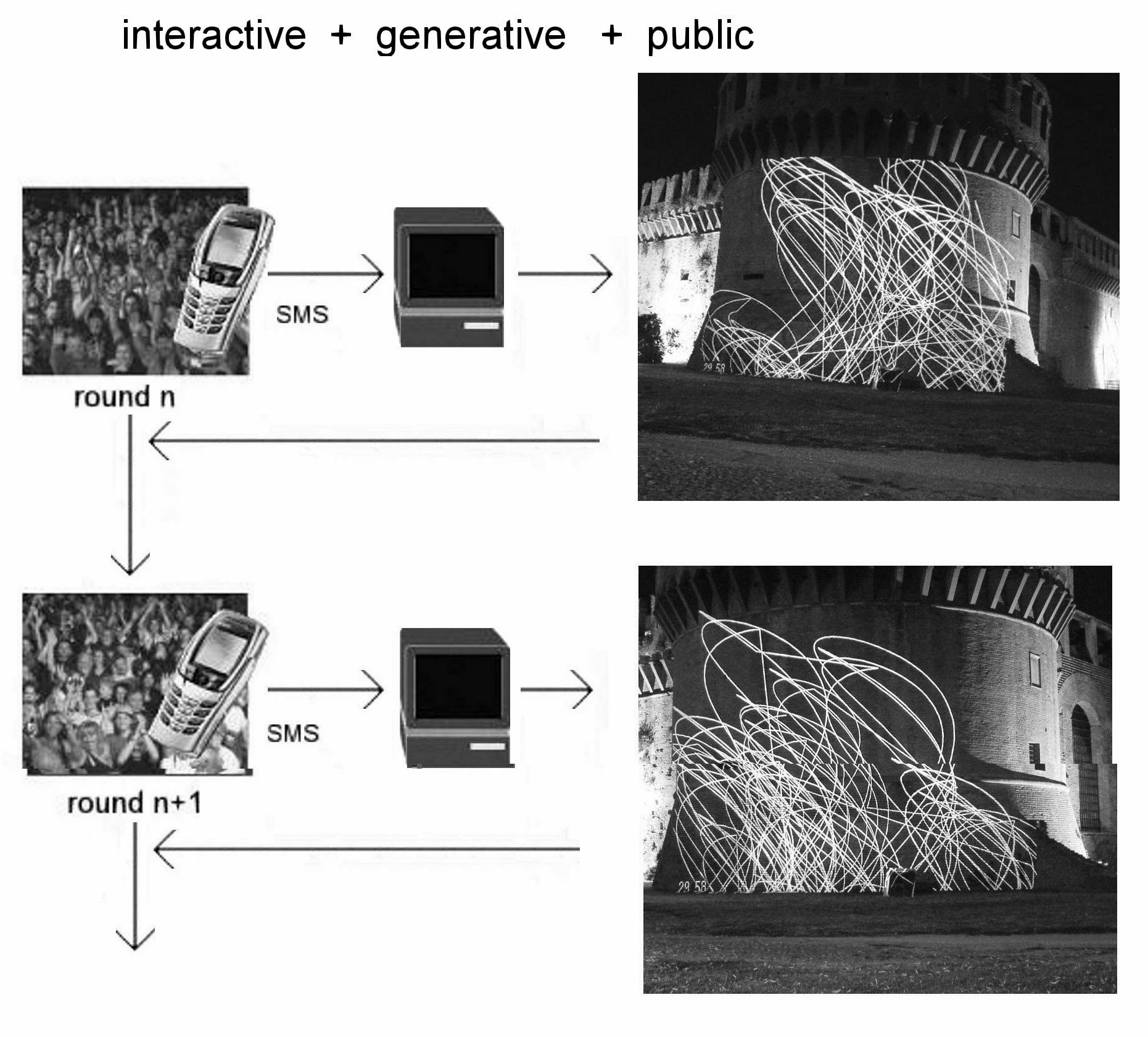
Maurizio Bolognini, sèrie de Màquines d'Intel·ligència Col·lectiva (CIMs, del 2000): instal·lacions interactives que utilitzen la xarxa de telèfon mòbil i tecnologies de participació agafades de la democràcia electrònica.

L'art interactiu és una forma d'art que implica l'espectador d'una manera que permet que l'art aconsegueixi el seu propòsit. Algunes instal·lacions d'art interactives aconsegueixen això deixant passejar l'observador o visitant per dins, damunt, i al voltant; alguns altres demanen que l'artista o els espectadors esdevinguin part de l'obra d'art. El més important d'aquest tipus d'art és que les obres són úniques, mai es repeteixen ja que és l'espectador qui dona sentit a l'obra.
Les obres d'aquesta classe d'art són acompanyades freqüentment per ordinadors, interfícies i de vegades sensors que responen al moviment, la calor, els canvis meteorològics o altres tipus d'estímuls que els seus fabricants els hagin programat a respondre. La majoria d'exemples d'art virtual d'Internet i d'art electrònic són altament interactius. De vegades, els visitants són capaços de passejar dins d'un entorn hipertextual; algunes obres accepten la contribució textual o visual de l'exterior; de vegades l'audiència pot influir sobre el curs d'una actuació o fins i tot pot participar en ella. Algunes altres obres interactives són considerades com immersives, ja que la qualitat de la interacció implica tot un espectre d'estímuls circumdants. Entorns de realitat virtual com obres de Maurice Benayoun i Jeffrey Shaw són altament interactives perquè l'obra amb la que interactuen el espectadors – Maurice Benayoun els anomena "visitants", Char Davies "immersants" – utilitza tots els seus camps de percepció.
«L'art interactiu subverteix el sistema objectual estable i conclòs per l'artista, un sistema predominant en la nostra cultura occidental i en les seves manifestacions artístiques. Es tracta, a la fi i al el cap, d'instaurar un canal d'intercanvi d'informació entre obra, espectador i entorn que arribi a configurar una xarxa dialògica prou oberta, per la qual no només circulin les dades, sinó mitjançant la qual s'aconsegueixi la comunicació. » Claudia Gianetti.
Encara que alguns dels primers exemples d'art interactiu han estat datats cap a la dècada del 1920, la majoria d'art digital no va fer la seva entrada oficial al món d'art fins a finals de la dècada del 1990. Des d'aquest debut, incomptables museus i recintes han estat incorporant cada cop més l'art digital i interactiu a les seves produccions. Aquest gènere en potència de l'art continua creixent i evolucionant d'una manera ràpida a través de la sub-cultura social d'internet, així com a través d'instal·lacions urbanes de gran escala.

## Interactivitat dins l'art

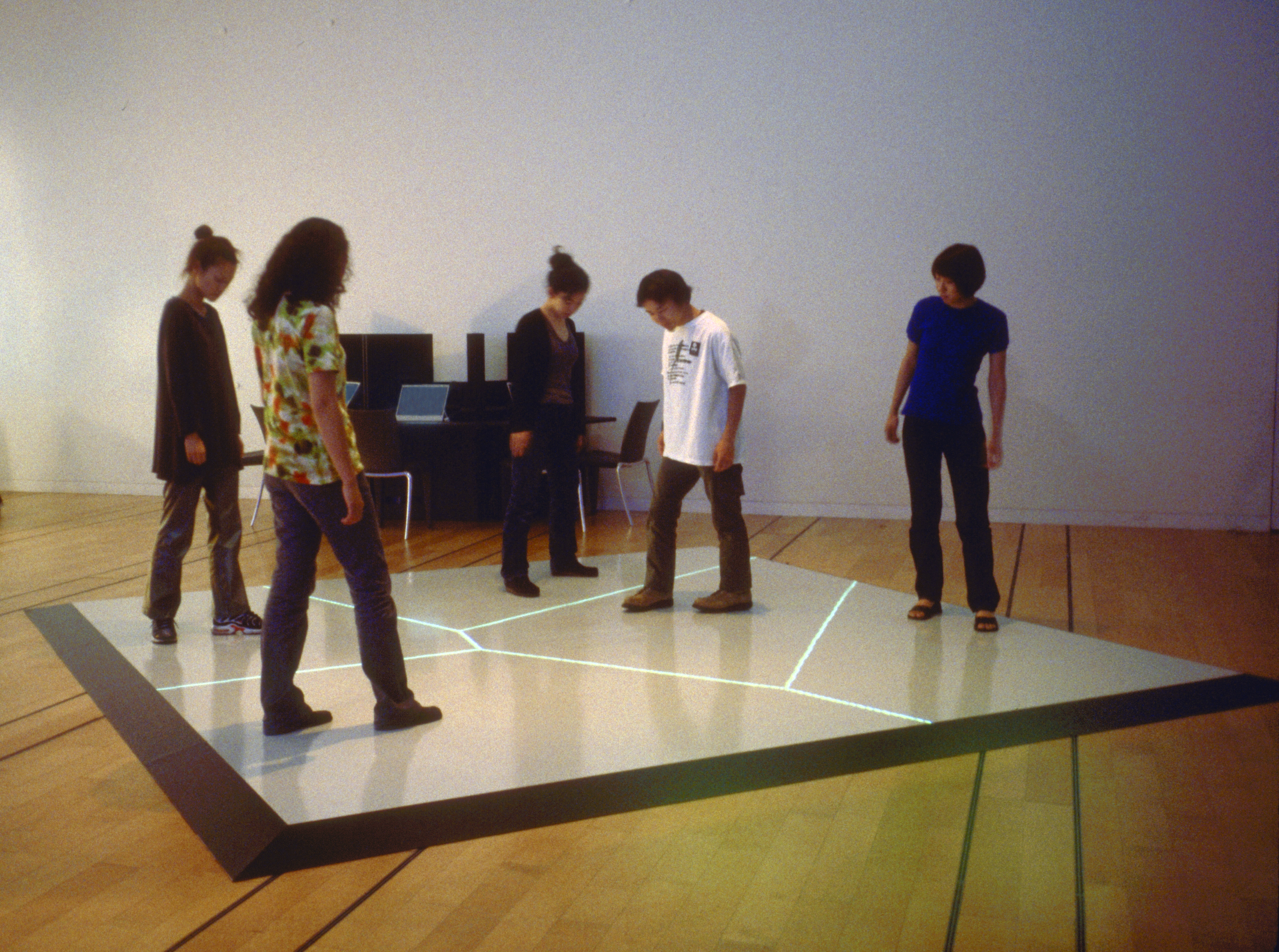
Funcions de frontera (1998) projecció de terra interactiva de Scott Snibbe al Centre d'Intercomunicació del NTT a Tòquio.

L'art interactiu és un gènere de l'art en el qual els espectadors participen d'alguna manera per proporcionar un estímul per tal de determinar el resultat de l'obra. A diferència de formes d'art tradicional on la interacció de l'espectador és merament un esdeveniment mental, la interactivitat permet diversos tipus de navegació, muntatge, i/o contribució a una obra, fet que va molt més enllà d'una activitat purament psicològica. La interactivitat com a medi produeix significat.
Les instal·lacions d'art interactiu estan generalment basades en ordinadors i freqüentment es basen en sensors, que mesuren coses com la temperatura, el moviment, la proximitat, i altres fenòmens meteorològics que el fabricant ha programat per tal de provocar respostes basades en acció del participant. En obres interactives, tant l'audiència i la màquina treballen juntament en un diàleg per tal de produir una obra completament única per a l'observació de cada audiència. Tanmateix, no tots els observadors comparteixen una mateixa interpretació. Perquè és art interactiu, cada observador fa la seva interpretació pròpia de l'obra i pot ser completament diferent de la interpretació d'un altre observador.
L'art interactiu es diferencia de l'art generatiu en que crea un diàleg entre l'obra d'art i el participant; concretament, el participant té l'habilitat, fins i tot de manera involuntària, d'actuar sobre l'obra i és, a més, convidat a fer-ho dins del context de la peça. Més sovint, podem considerar que la obra té en compte el seu visitant. En molts casos una instal·lació pot ser definida com un entorn sensible, especialment aquells creats per arquitectes i dissenyadors. Per contrast, l'art generatiu, que pot ser interactiu, però no sensible en si, tendeix a ser un monòleg – l'obra pot canviar o evolucionar en la presència de l'espectador, però l'espectador pot no ser convidat a actuar en la reacció i només gaudir-la.

## Història
Segons l'artista i teòric d'aquest nou mitjà Maurice Benayoun, la primera peça d'art interactiu hauria de ser l'obra feta per Parrhasius durant la seva competició d'art amb Zeuxis descrit per Pliny, en el segle V a.C. quan Zeuxis va provar per descobrir la cortina pintada. L'obra aconsegueix el seu significat amb el gest de Zeuxis i no existiria sense ell. Zeuxis, pel seu gest, esdevenia part de l'obra de Parrhasius. Això mostra que l'especificitat de l'art interactiu resideix sovint no tant en l'ús d'ordinadors com en la qualitat de les "situacions" proposades i la implicació dels "altres" en el procés de sensemaking. No obstant això, els ordinadors i la informàtica a temps real van fer la tasca més fàcil i van obrir el camp de virtualitat – l'aparició potencial de futurs inesperats (tot i que possiblement pre-escrits) – a les arts contemporànies.
"Cal reconèixer les avantguardes de segle XX com a impulsores de les arts electròniques en l'actualitat, perquè manifesten un interès marcat per la incorporació de principis tècnics i mecànics, van articular entorns multi i interdisciplinaris en la creació artística, i van reformular el paper de creador respecte el de l'espectador. Aquestes característiques es registren com a trets essencials de la producció d'art contemporània. " Alguns dels exemples més antics d'art interactiu van ser creats tan aviat com la dècada dels 1920. Un exemple és la peça de Marcel Duchamp anomenada Plats de Vidre Rotatiu. L'obra requeria que l'espectador encengués la màquina i es posés a un metre de distància per tal de veure una il·lusió òptica.
La idea actual que tenim de l'art interactiu va començar a créixer més en la dècada dels 60 en part per raons polítiques. En aquell temps, moltes persones van trobar inadequat que els artistes tinguessin l'únic poder creatiu amb les seves obres. Aquells artistes que defensaven aquest punt de vista van voler donar a l'audiència una part en aquest procés creatiu. Un dels primers exemples és trobat en a principis de la dècada dels 60 amb les "pintures-canviants" de Roy Ascott, sobre qui Franc Popper ha escrit: "Ascott estava entre els primers artistes en apel·lar la participació total de l'espectador". Deixant de banda el punt de vista "polític", també era conegut que la interacció i el compromís jugaven una part positiva dins el procés creatiu.
Cap al 1967, artistes novaiorquesos, entre ells Billy Klüver i Robert Rauschemberg, van fundar el grup Experiments in Art and Techonology (EAT). Es considera la priemra aliança oficial entre l'art i la tecnologia, ja que se centra en la fabricació de màquines de creació artística. En la dècada dels 70 els artistes van començar a utilitzar la nova tecnologia com vídeo i satèl·lits per a experimentar amb interaccions i actuacions en viu a través de l'emissió directa de vídeo i àudio.
L'art interactiu va esdevenir un fenomen gran a causa de l'avanç dels ordinadors basats en interactivitat en els anys 90. Juntament amb això va venir una nova classe d'art-experiència. L'audiència i la màquina eren ara capaces de treballar en conjunt més fàcilment per tal de produir una obra única per cada audiència. A finals dels anys 90, els museus i les galeries van començar a incorporar cada cop més aquest forma d'art en els seus espectacles, alguns fins i tot dedicant-li exposicions senceres. Això continua avui dia i es continua expandint a causa de l'augment en la comunicació a través de mitjans digitals.
Una disciplina híbrida que combina els interessos d'arquitectes i artistes específics s'ha creat en els últims 10–15 anys. Les fronteres disciplinàries s'han difuminat, i un nombre significatiu dels arquitectes i els dissenyadors interactius s'han unit als artistes electrònics en la creació de noves interfícies amb disseny customitzat i evolucions en tècniques per obtenir aportacions d'usuaris (com sensors alternatius, anàlisi de veu, etc.); Formes i eines per a la visualització d'informació (com projecció de vídeo, làsers, il·luminació LED etc.); modes per a la comunicació entre humà-humà i màquina-humà (a través d'internet i altres xarxes de telecomunicacions); i el desenvolupament de contextos socials per sistemes interactius (com eines utilitàries, jocs i entreteniment, crítica social i alliberació política).

## Formes
Hi ha moltes formes diferents d'art interactiu. Aquesta gamma varia des de formes de ball, música, a fins i tot teatre interactiu. Les noves tecnologies, principalment sistemes d'ordinador i tecnologies d'ordinador, ha habilitat una classe nova d'art interactiu. Els exemples de tal art interactiu són art d'instal·lació, arquitectura interactiva, pel·lícula interactiva, i storytelling interactiu.
També trobem l'art interactiu en la realitat virtual. De la mateixa forma que els artistes tradicionals creen les seves obres sobre un llenç en blanc, els artistes digitals poden fer el mateix en el seu propi espai virtual. Aquest fet els dona molta més llibertat, ja que el llenç es converteix en tot l'espai que rodeja l'artista, i les seves obres son a mida real i en 3D. L'espectador pot passejar per tot el seu voltant i interactuar amb l'obra.

### Interactivitat Mecànica - Elèctrica

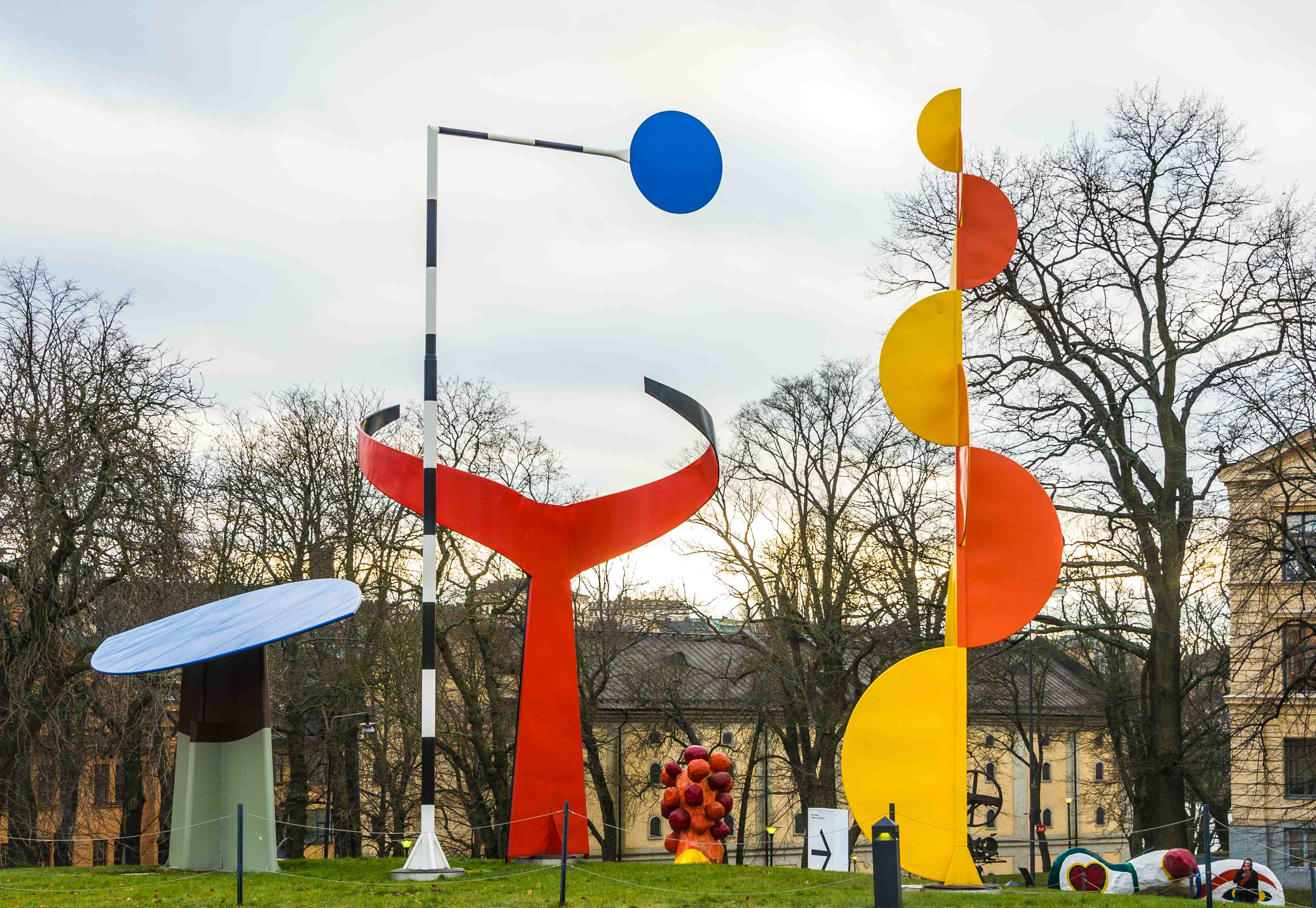
Mòvil "Els quatre elements" (Alexander Calder)

Tal com feia Calder o Miró, consisteix en utilitzar una sèrie d'engranatges, eixos, rodes i molls per poder construir sistemes que funcionen a través de palanques. Calder és conegut per ser el creador dels mobiles, un tipus d'escultures cinètiques que es mouen gràcies a l'acció d'un motor o per l'acció dels corrents d'aire. "Així com es poden compondre colors i formes, també es poden compondre moviments"

### Interactivitat Elèctrica
A mitjan el segle xx, la gran popularitat dels mitjans de comunicació de masses i un públic acostumat a la utilització d'aquest llenguatge, donen peu a la creació d'objectes artístics amb sensors, sistemes d'enregistrament i reproducció d'àudio i vídeo.

### Interactivitat informàtica
La interactivitat informàtica s'inclou dins de l'evolució de la creació i reproducció d'imatges a partir de tecnologies digitals, detenint-se en la influència i abast que té l'ús de tècniques computeritzades en les pràctiques artístiques contemporànies. Part de com les tecnologies de la informació i la comunicació (TIC) estan modificant la manera en què fem art donant lloc a noves modalitats d'expressió, com ara l'art interactiu, el net-art i els videojocs abril. La interacció a partir de sistemes informàtics consisteix en un procés que defineix el maquinari, els programes o les condicions de desplegament de les operacions, que permeten accions recíproques en mode conversacional o dialògic amb usuaris o amb aparells.
Es tracta d'expandir el concepte de l'obra oberta. Segons aquest terme, descrit pel teòric italià Umberto Eco, l'obra d'art es presenta davant l'espectador només parcialment acabada de manera que cada individu la completi i enriqueixi amb les seves pròpies aportacions. Amb això se substitueix l'art per a tothom, propi de les avantguardes històriques, per l'art per tots. A més, gràcies a la interactivitat que permet la realitat virtual es posa en dubte qui és l'autor i qui l'espectador.
Roy Ascott, pioner en la cibernètica, la telemàtica i la interactivitat en l'art, ha generat alguns dels més importants projectes en xarxa. En aquests nous conceptes i treballs artístics el museu objectual i la galeria d'art com a contenidor donen pas a l'museu virtual o lloc a Internet.
La interfície és un concepte fonamental en els sistemes interactius. Per Claudia Giannetti, especialista en art i tecnologia, «la interacció amb base a la interfície humà-màquina marca, d'una banda, un canvi de les formes de comunicació mitjançant l'ús dels mitjans tecnològics, que incideix en el replantejament de l'factor temporal (temps real, temps simulat, temps híbrid), en l'èmfasi en la participació intuïtiva, en la generació d'efectes d'immersió i translocalidad, i en la necessitat de la traducció de processos codificats. D'altra banda, dona testimoni de la transformació de la cultura basada en les estructures narratives lineals, cap a la cultura "digital", orientada al visual, sensorial, retroactiu, no-lineal i virtual ».
"Els mitjans interactius han canviat la nostra idea de la imatge en un espai d'experiència interactiu multisensorial amb un marc de temps. En un espai virtual, els paràmetres de temps i espai es poden modificar a voluntat, permetent modelar i experimentar l'espai que s'utilitzarà. La possibilitat d'accés a aquests espais i comunicació a tot el món a través de xarxes de dades, junts amb la tècnica de la telepresència, 3 obre una gamma de noves opcions." La creació d 'espais d' imatge ampliada va experimentar - se de manera polisensorial i
interactivament, que permeten situacions processals, promouen la tendència cap a
art de la performance.

### Interactivitat en els videojocs
Els videjocs són mitjans d'entreteniment informàtic d'èxit massiu, molts jocs arriben alts nivells de creativitat audiovisual que els emparenten amb formes d'expressió artística. Aquests estan compostos de diverses branques d'art desglossades en la seva pura essència lògica i creativa, que diferents autors amb disciplines complexes exerceixen recolzant-se de la ludologia i la tecnoligía per aconseguir empatia amb l'espectador.
"Els videojocs preanuncien la creació d'un nou llenguatge cinètic en què es conjuguen totes les possibilitats expressives que ofereixen les tècniques de representació digital: riquesa visual i sonora, interactivitat i capacitat narrativa" Diego Levis
L'àmplia difusió en la vida quotidiana així com els objectes culturals en què s'han convertit, va atreure l'atenció d'agents de l'món artístic on la interacció ha nodrit les dues parts; aportant estètiques definides, maneres de representar l'espai o personatges dins dels jocs, com ha portat a protagonitzar pel·lícules cinematogràfiques (per exemple Lara Croft) i han recreat gèneres com el d'aventures i han donat lloc a la implementació de tècniques noves per a la creació d'art al conformar un camp anomenat Game art.
El concepte dels videojocs com a forma d'art és discutit per molts, des d'una perspectiva filosòfica tot i la contribució d'elements expressius com gràfics, narracions i música, així com per crear experiències emocionals per al jugador.

## Impacte
L'impacte estètic de l'art interactiu és més profund del que s'esperava.
Els seguidors de l'art contemporani més “tradicional” van veure en l'ús d'ordinadors una manera d'equilibrar les deficiències artístiques, alguns altres consideren que l'art ja no es troba tant en la creació de la forma formal de l'obra sinó en el disseny de les regles que determinen l'evolució de la forma segons la qualitat del diàleg.

## Esdeveniments i llocs
Hi ha alguns festivals i exposicions significatives de caràcter global sobre l'art interactiu. Prix Ars Electronica és una important competència i exposició anual que dona premis a exemples excepcionals d'art interactiu (centrat en la tecnologia). El SIGGRAPH de l'Association of Computing Machinery, el Festival d'Arts Electròniques holandès (DEAF), Transmediale a Alemanya, FILE - Festival Internacional de la Llengua Electrònica a Brasil, i el Festival d'AV a Anglaterra, entre d'altres.
El CAiiA, Centre d'Investigació Avançada en els Arts Interactives, va ser establert per Roy Ascott el 1994 a la Universitat de Gal·les, a Newport, i més tard el 2003 com el Planetari Collegium, va ser el primer centre de recerca doctoral i post-doc establert específicament per la recerca en el camp d'art interactiu.
L'arquitectura interactiva ha estat utilitzada en part per construir façanes, en vestíbuls, museus i espais públics de gran escala, incloent aeroports, en algunes ciutats globals. Un nombre de museus davanters com la Galeria Nacional, Tate, Victoria & Albert Museum i el Museu de Ciència de London (per citar els museus de Regne Unit davanters actius en aquest camp) varen ser dels primers en el camp de tecnologies interactives, invertint en recursos educatius, i més tard, en l'ús creatiu de reproductors de MP3 per visitants. El 2004, el Victoria & Albert Museum va encarregar l'autor Lucy Bullivant que escrigués Responsive Entorns (2006), la primera publicació de la seva classe. Els dissenyadors interactius són freqüentment contractats per exposicions de museus; alguns s'especialitzen en wearable computing.

### Recintes
- Galeria nacional
- Tate
- onedotzero
- Victoria & Albert Museum
- Museu de ciència a Londres
- Prix Ars Electronica
- Estudi Roosegaarde
- FILE- Festival Internacional de Llenguatge Electrònic (Brasil)
- Beall Centre per Art + Tecnologia[16]
- Festival d'AV a Anglaterra
- Watermans
- Centre d'Arts de Mitjans de comunicació de VIVO (Vancouver) – Inclou educació, exposició, residencies.

## Obres interactives destacades
L'habitació de l'esborrament de Yayoi Kusama. Yves Michaud sosté que, en el marc contemporani de la estetització difusa, l'artista cada vegada més es converteix en productor d'experiències, il·lusionista, mag o enginyer d'efectes més que en ser el propi creador de l'obra. D'aquesta manera, Yayoi Kusama ofereix als usuaris una sèrie d'enganxines per tal que les enganxin per tota la habitació. D'aquesta manera l'espectador passa a ser el creador de l'obra i l'artista només el pont que uneix l'art i l'usuari. Gràcies a aquests adhesius rodons les formes que es trobaven dins l'espai, com taules i cadires, passen a quedar desdibuixades, esborrades. L'espectador per tant, ja no es limitarà a contemplar una obra penjada en una paret sinó que passarà a trobar-se en un espai actiu en el qual interectua també amb ell. La frontera que fins ara s'establia entre el lloc d'exposició i la obra desapareix formant un únic concepte.

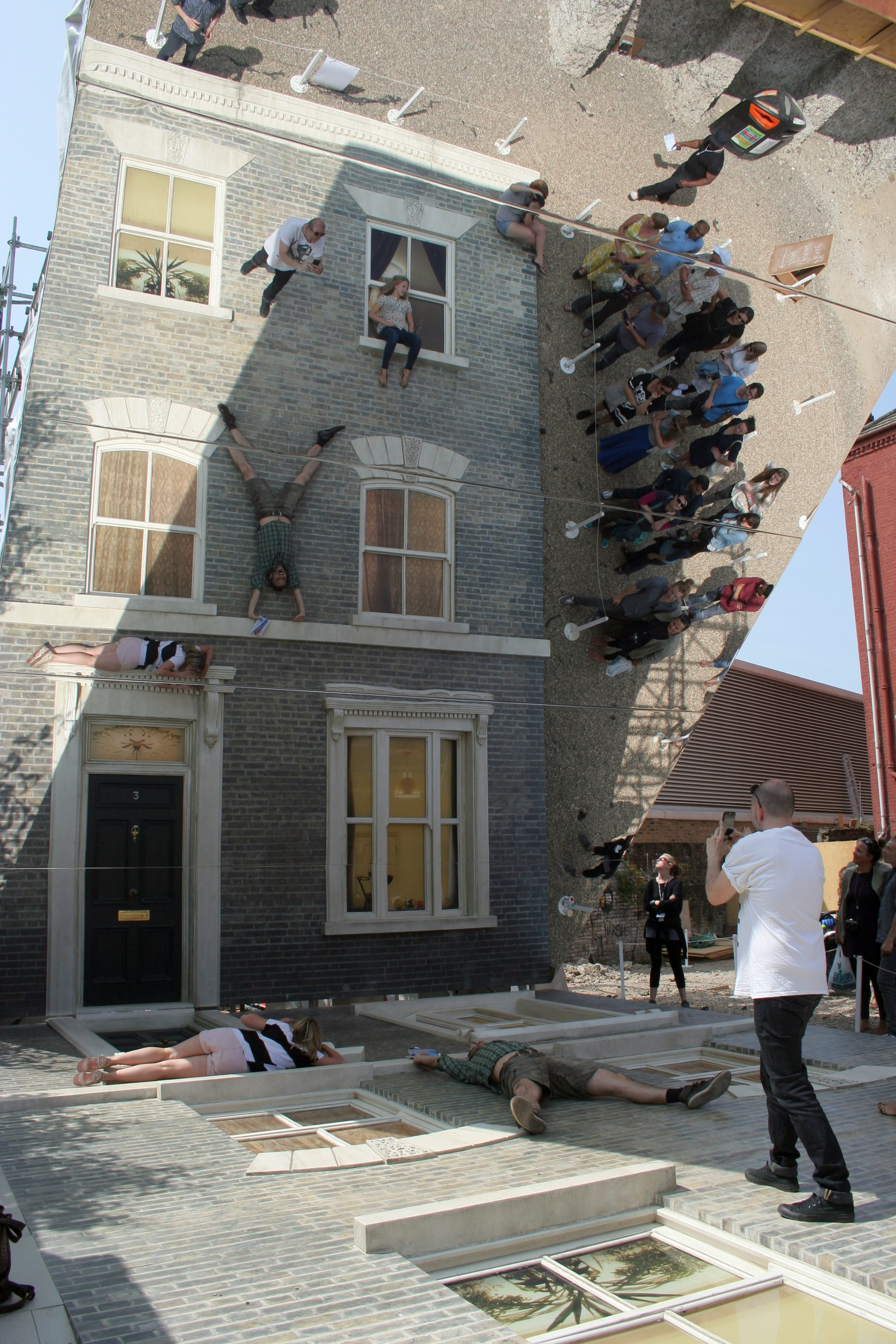
Edifici, Leandro Erlich

Edificii de Leandro Erlich és un exemple d'obra en la qual "l'experiència espacial del visitant és primer de tot una experiència perceptiva que posa en joc els sentits i el moviment, sent impossible pensar aquesta implicació del cos en moviment en forma independent de la pròpia percepció. El trànsit dels cossos determina una superposició de dos espais, fins llavors diferenciats: l'espai físic, on la proposta se situa, i l'espai de representació.2 Erlich crea obres jugant amb els efectes òptics inspirant-se en la realitat més quotidiana. En aquest cas, al terra es troba representada la façana d'un edifici i asobre d'aquesta s'hi troba un mirall. Està inclinbat de tal manera que l'espectador a l'estirar-se al terra es vegi reflectit en el mirall. D'aquesta manera li semblarà que es troba penjant realment d'una façana. "El plantejament de la instal·lació es proposa intensificar les sensacions dels espectadors, per forçar-los a que "posin el cos", al fet que el cedeixin amb l'objecte de posar l'obra en marxa. La il·lusió que es crea fa que vegem a la gent caminant pels cornises, penjada i fins i tot suspesa en l'aire."

## Eines
- Wiring, la primera plataforma de codi obert de prototips electrònis composta d'un llenguatge de programació, un entorn de desenvolupament integrat (IDE), i un controlador de placa reduïda. Va ser desenvolupada a partir del 2003 per Hernando Barragán i va ser popularitzada sota el nom de Arduino
- Arduino Electrònica d'informàtica/física toolkit per instal·lacions i objectes interactius
- Sensors i interfícies per a mitjans interactius Jo-CubeX
- Llenguatge de programació Max/MSP per mitjans interactius
- Processament (llenguatge de programació) utilitzar per molts projectes d'art interactius
- OpenFrameworks – Eina de codi obert similar al Processament, utilitzada per molts projectes interactius
- Pure Data – Llenguatge de programació de codi obert per música d'ordinador interactiva i obres multimèdia